# Hans Wagner (Generalleutnant)
Hans Wagner (* 11. März 1896 in Saarbrücken; † 14. Mai 1967 in Ulm) war ein deutscher Generalleutnant im Zweiten Weltkrieg. 

## Militärischer Werdegang
Wagner trat am 2. August 1914 als Kriegsfreiwilliger ins Deutsche Heer ein und kämpfte im Ersten Weltkrieg. Er wurde am 10. Dezember 1916 zu Leutnant der Reserve befördert. Am 30. April 1920 erfolgte die Verabschiedung aus dem Heer. Er arbeitete nun bis 1935 bei der Polizei. Die Übernahme in die Wehrmacht als Hauptmann erfolgte am 1. April 1935. Ab dem 24. November 1938 war er Kommandeur eines Bataillons des Artillerie-Regiment 114. Die Beförderung zum Oberstleutnant erfolgte am 1. Januar 1939. Er war vom 20. August 1940 bis 15. Mai 1943 Kommandeur vom Artillerie-Regiment 5. Am 1. Dezember 1940 erhielt er den Rang Oberst. Vom 1. Juni 1943 bis zum 31. August 1943 führte er das Infanterie-Regiment 411. Es folgte vom 1. September bis 1. November 1943 ein Divisions-Führerlehrgang. Er führte als Kommandeur ab dem 25. November 1943 bis zum Kriegsende die 269. Infanterie-Division. Die Beförderungen zum Generalmajor erfolgte am 1. Februar 1944 und die zum Generalleutnant am 1. Dezember 1944. Er wurde für seinen Einsatz u. a. mit dem Deutschen Kreuz in Gold ausgezeichnet. Am 18. April 1943 erhielt das Ritterkreuz des Eisernen Kreuzes.
Nach dem Krieg wirkte Wagner als Stadtrat in Ulm und war auch in der Schnez-Organisation eingebunden.